# Pseudocystyda

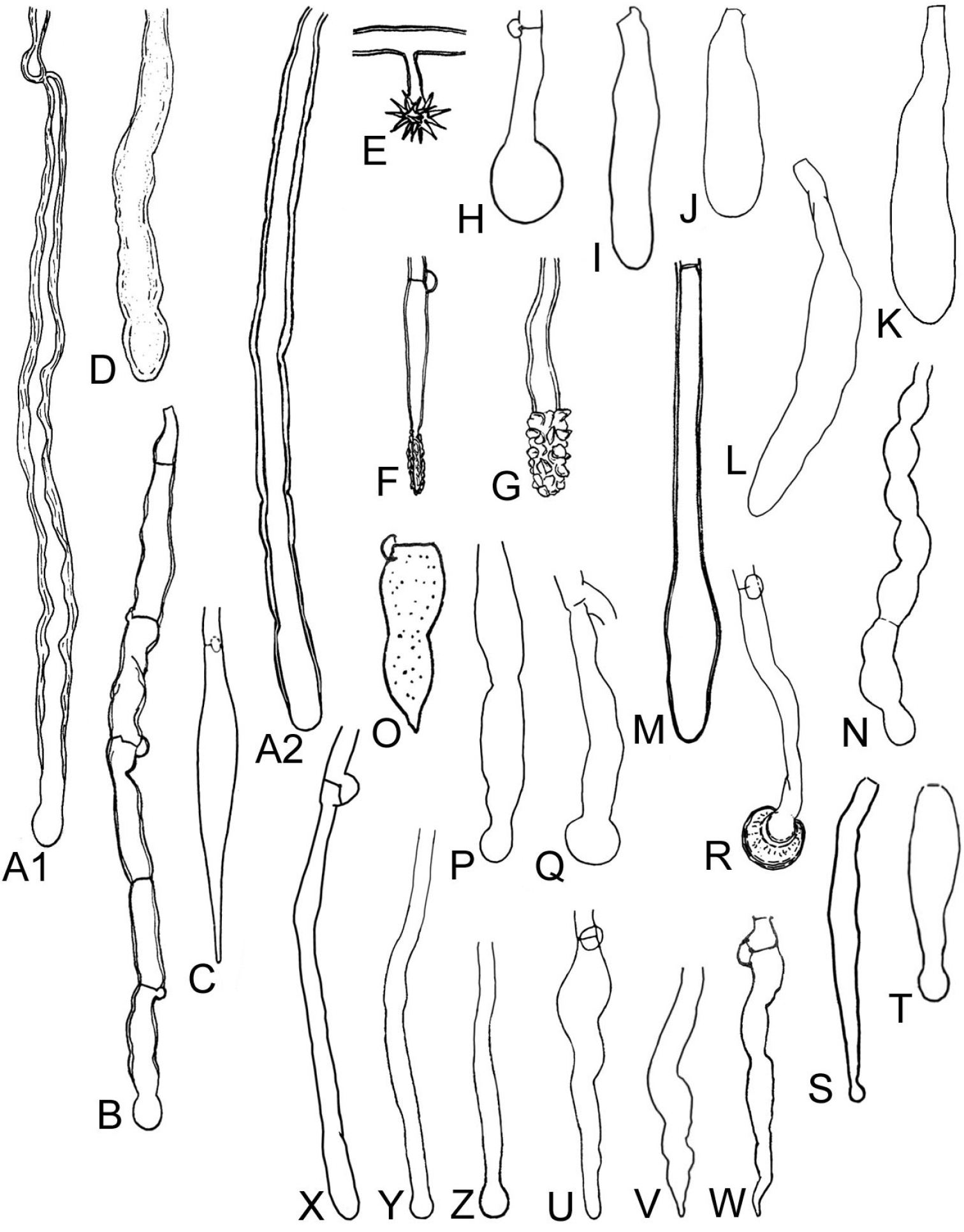
A – szkieletocystyda, A2 – szkieletocystyda rurkowata, B – szkieletocystyda septowana, C – hastocystyda, D – gleocystyda, E – astrocystyda, F – lagenocystyda, lamprocystyda

Pseudocystyda (łac. pseudocystydium, l.mn. pseudocystydia) – nie zmodyfikowane lub mniej lub więcej zmodyfikowane zakończenie grubościennych strzępek w hymenium u niektórych grzybów. Może znajdować się całkowicie w hymenium, może też wystawać ponad jego powierzchnię. Swoim wyglądem przypomina cystydę. Wyróżnia się następujące rodzaje pseudocystyd:
- heterocystydy – ich końce wypełnione są żywiczną lub oleistą, bezbarwną lub żółtawą zawartością. Przypominają swoim wyglądem gleocystydy; obydwa te rodzaje strzępek czasami mogą razem występować w hymenium;
- szkieletocystydy – strzępki grubościenne, które dochodzą do hymenium i wyrastają ponad jego powierzchnię;
- septocystydy – masywne wyrostki strzępek z kołkami strzępkowymi, zwykle skręcone i rosnące daleko nad powierzchnią hymenium (występują u niektórych grzybów kortycjoidalnych)[2].

W hymenium niektórych rodzajów (Lactarius, Lentinellus) pseudocystydy występują łącznie z cystydami. Czasami heterocystydy
wydzielają specyficzne substancje, jak np. u murszaka rdzawego (Phaeolus schweinitzii). Są one widoczne w postaci smolistych kropel na ich wierzchołkach.